# Stallmästaren 16

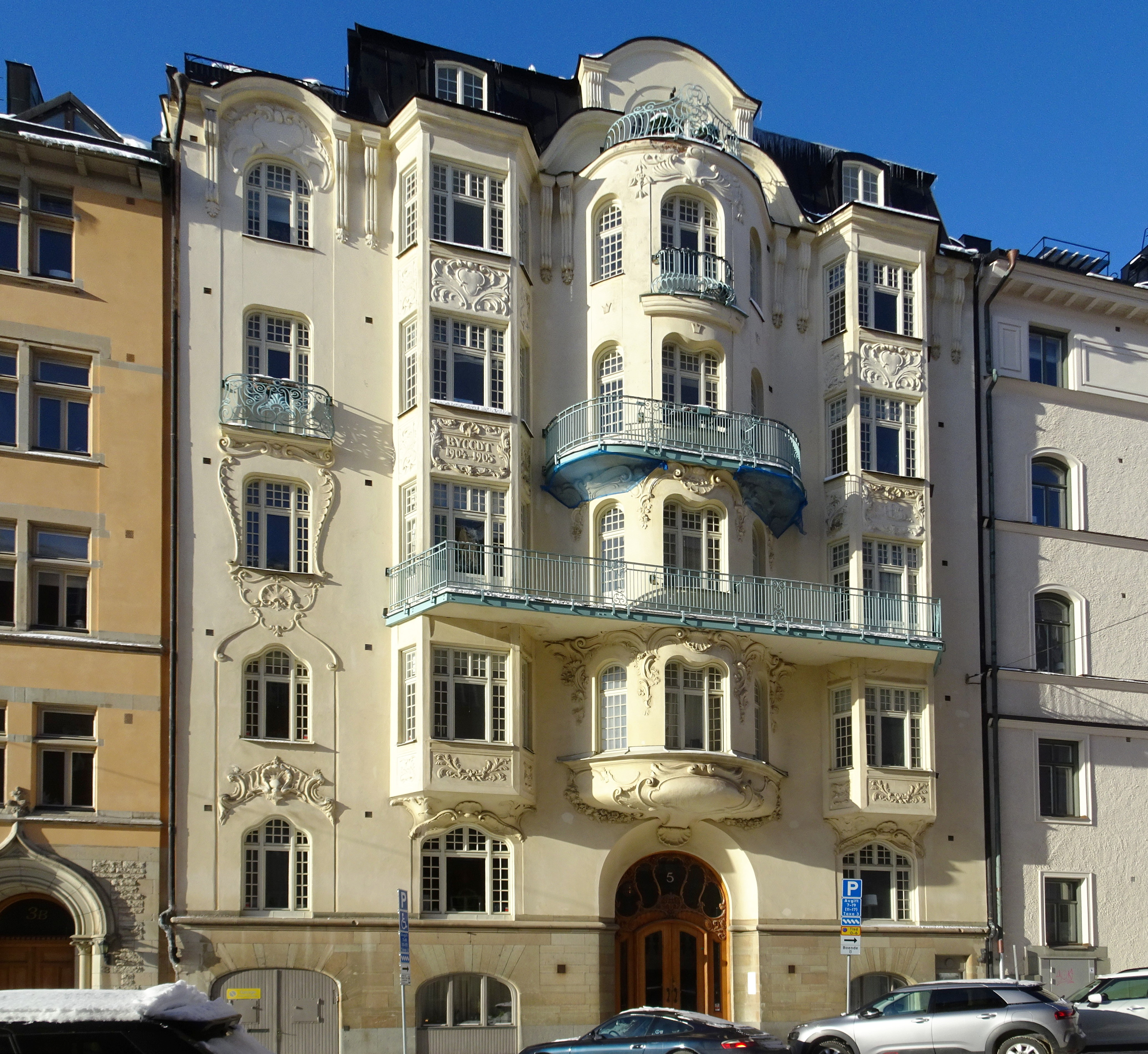
Stallmästaren 16, Fredrikshovsgatan 5, februari 2021.

Stallmästaren 16 är en kulturhistoriskt värdefull bostadsfastighet i kvarteret Stallmästaren vid Fredrikshovsgatan 5 på Östermalm i Stockholm. Byggnaden uppfördes 1905 efter ritningar av arkitektkontoret Hagström & Ekman som gestaltade det i överdådig jugend. Huset är i sin typ det bäst bevarade i Stockholm. Fastigheten är blåmärkt av Stadsmuseet i Stockholm vilket betyder "att bebyggelsen bedöms ha synnerligen höga kulturhistoriska värden".

## Historik
Kvarteret Stallmästaren bildades på 1880-talet när Narvavägen anlades och kvarteren längs med den nya breda allén tillkom som ett resultat av Lindhagenplanen. En av Svea Livgardes kasernbyggnader på Fredrikshov sträckte sig rakt över den planerade Fredrikshovsgatan och en bit in i fastigheterna Stallmästaren 11 och 16. Byggarbetena på dessa tomter började först efter att livgardet flyttat till Linnégatan och kasernflygeln kunde rivas.

## Byggnad
Stallmästaren 16 uppfördes 1904-1905 på kvarterets minsta tomt som ägdes av grosshandlaren Per S. Bocander. Han titulera sig även byggherre och byggmästare och räknades till en av de stora fastighetsspekulanterna i dåtidens Stockholm. Hans namn lever idag vidare i Bocanderska husen som uppfördes av Bocander 1905–1908 vid Narvavägen 30–32. Han arbetade ofta ihop med arkitektkontoret Hagström & Ekman, så även i det här projektet. 

Originalritningar från 1904
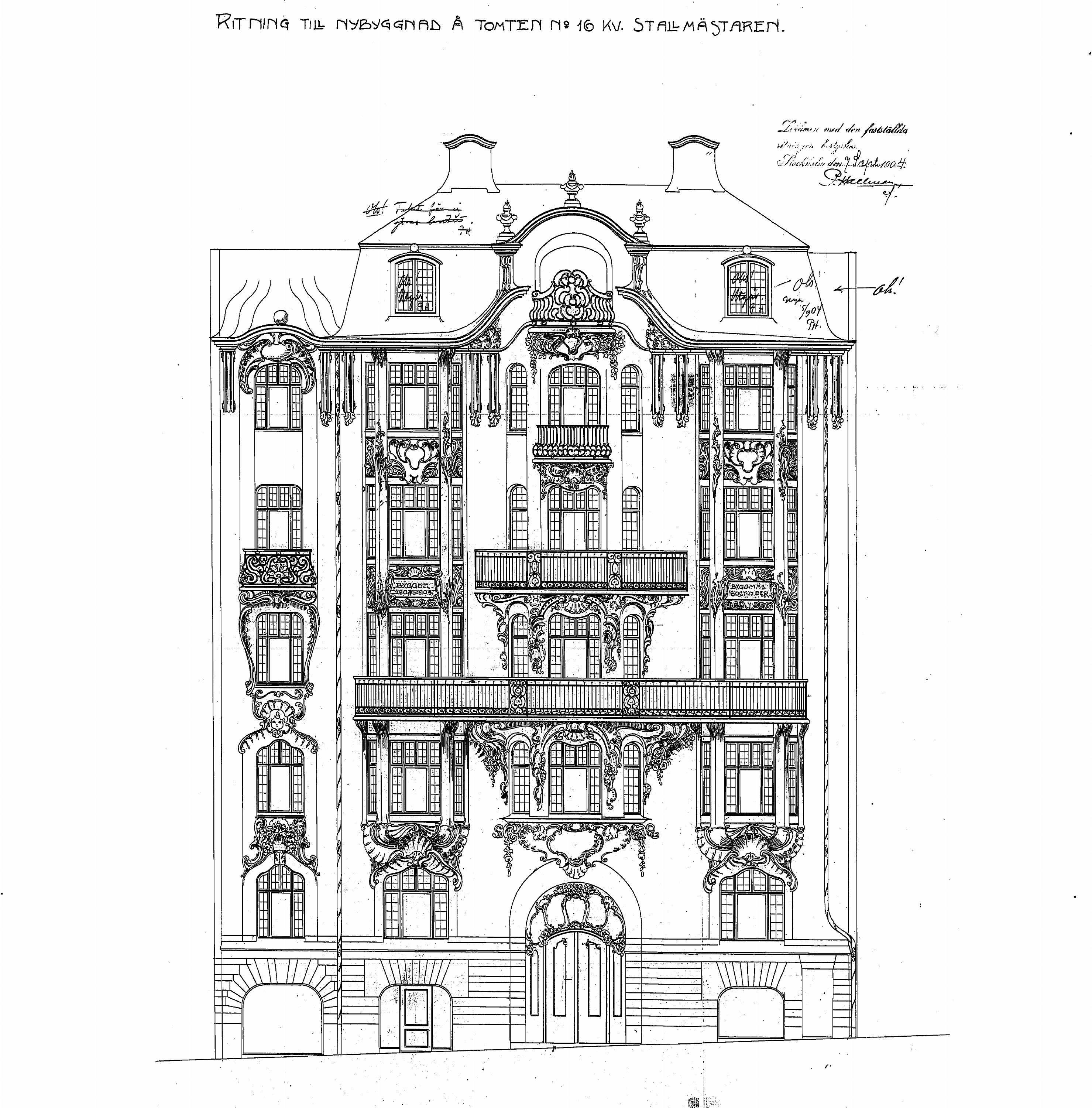
Fasad mot Fredrikshovsgatan.
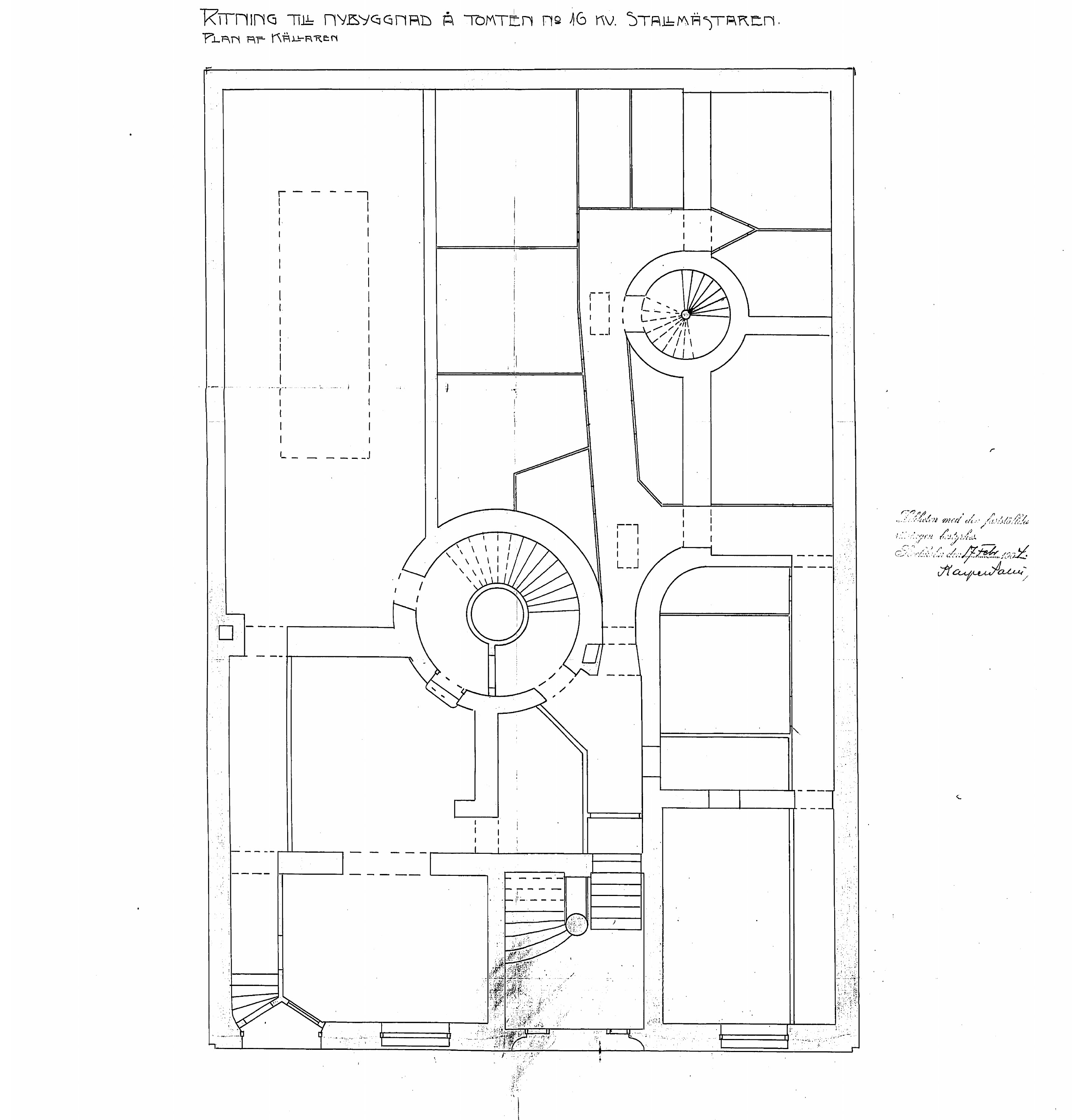
Källarvåning.
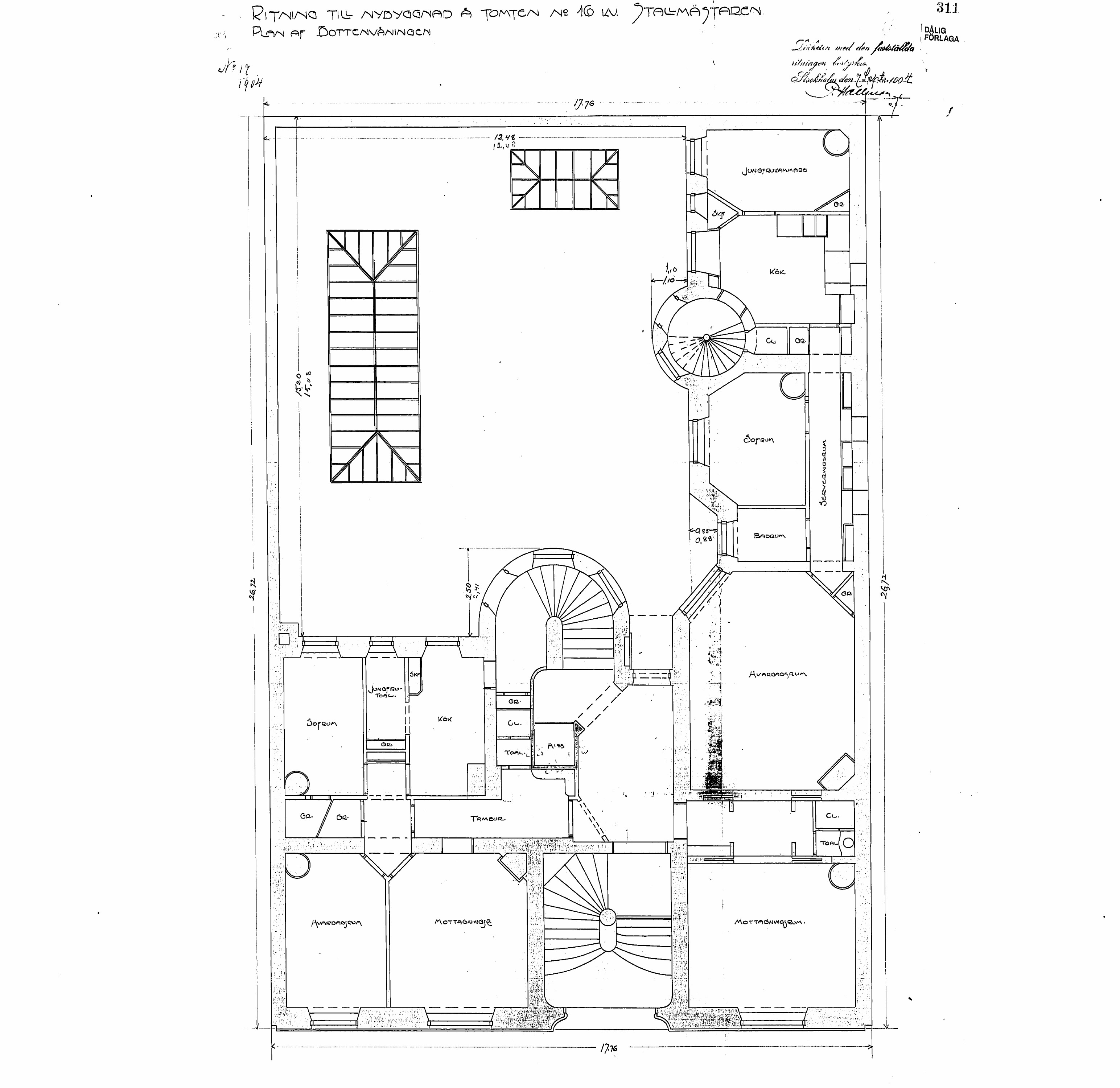
Bottenvåning.
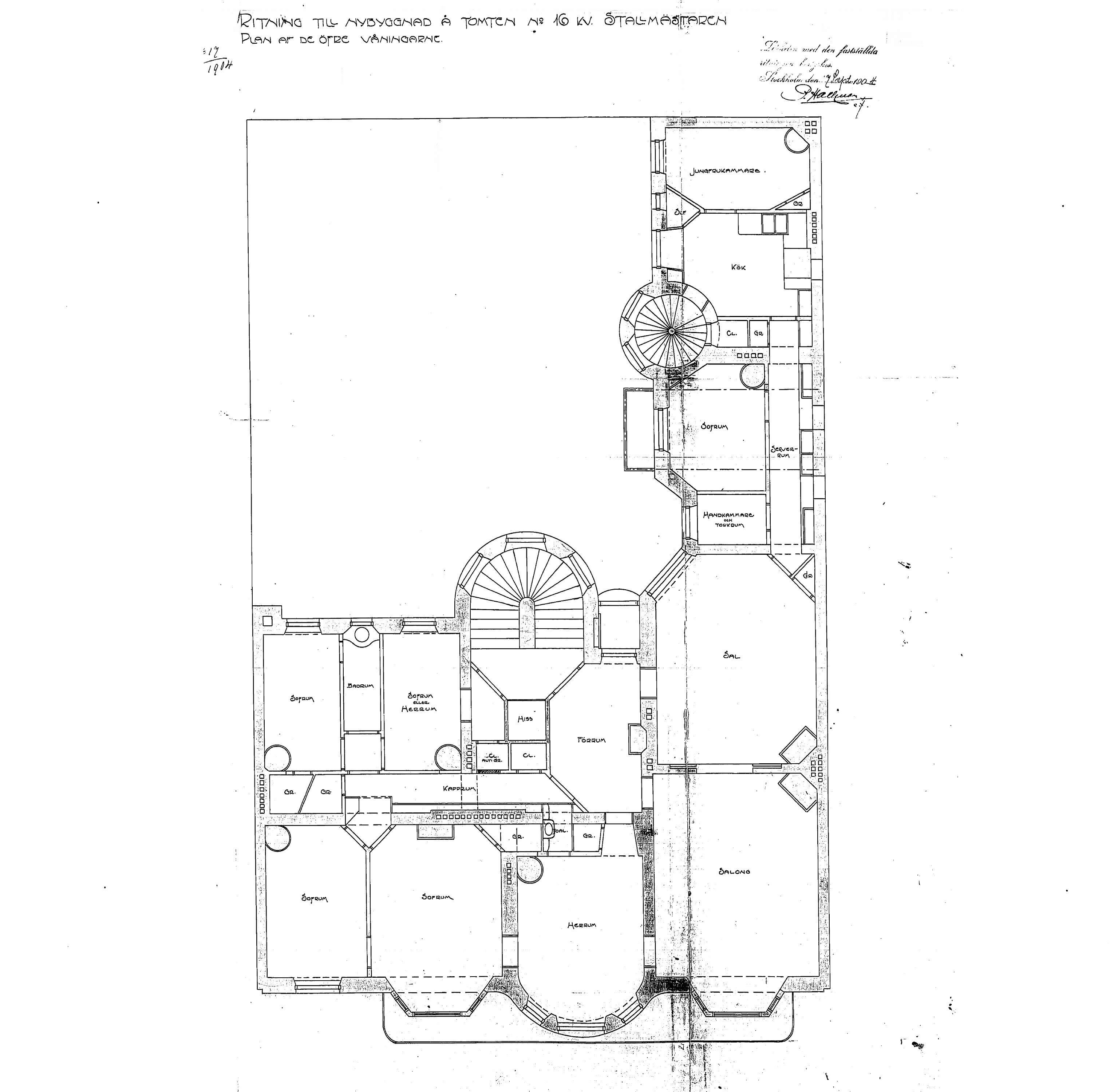
Våning 1-4 trappor.
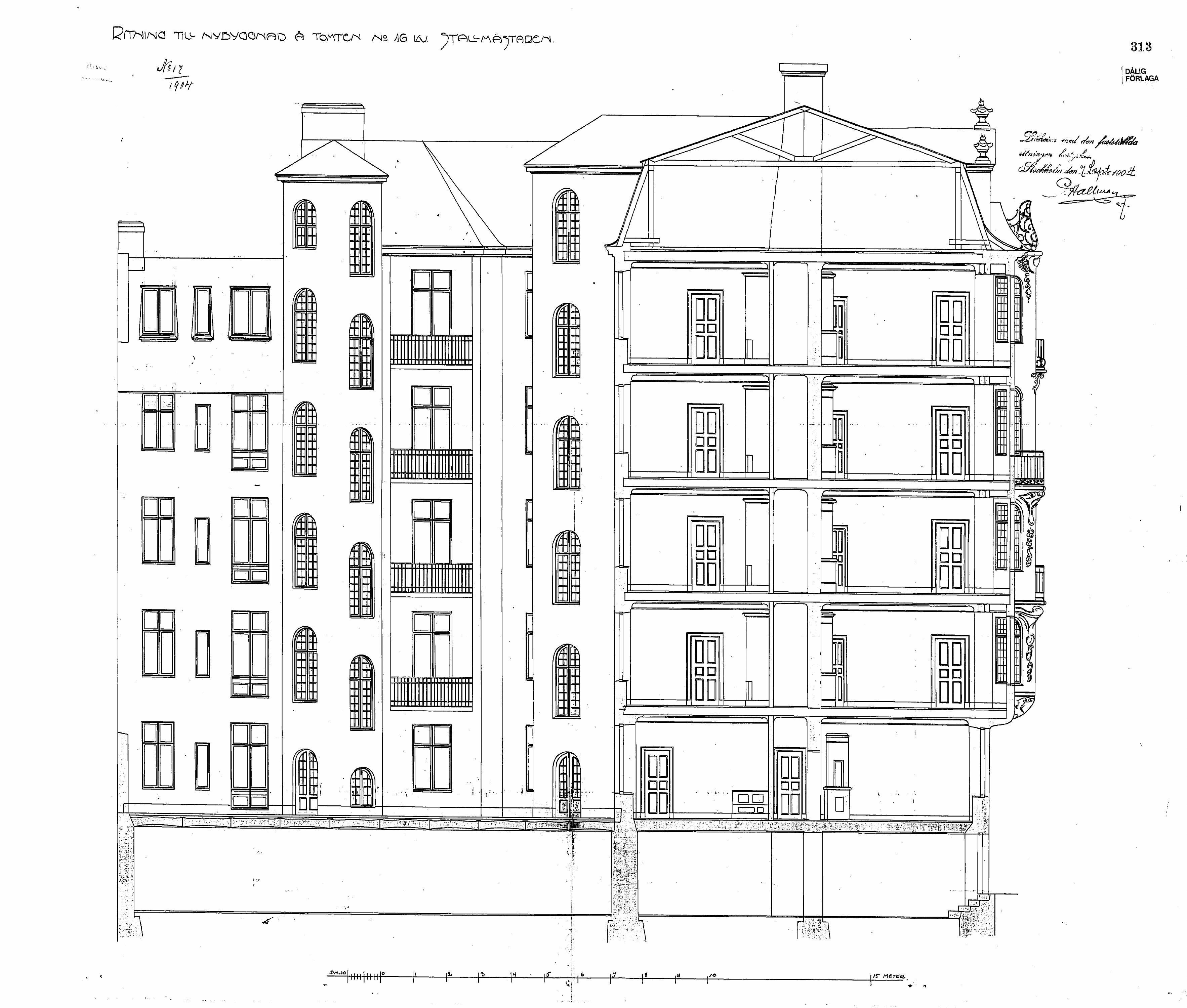
Sektion och gårdsfasad.

### Exteriör

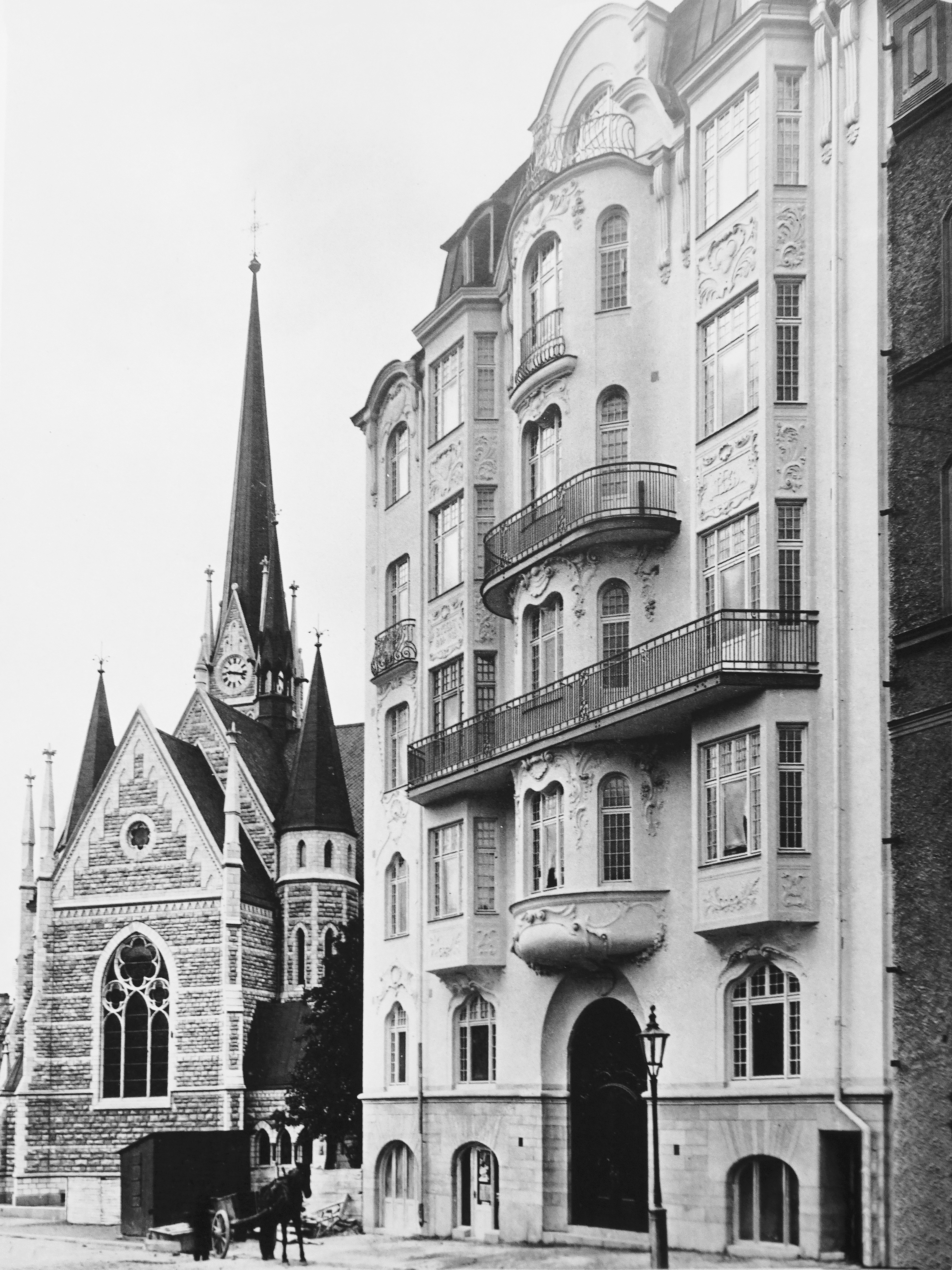
Byggnaden nyss färdigställd 1905. Grannhuset Stallmästaren 11 finns inte än. I bakgrunden syns Oscarskyrkan.

Arkitekterna gestaltade byggnaden i jugend med influenser av sydtyska senbarocken. Fasaden bevarar ursprunglig mycket rik putsornamentik med stuckreliefer visande bland annat florala motiv och inskriptionerna Byggdt 1904-1905 samt byggherrens initialer PSB. Fasaden accentueras av tre burspråk, det mellersta rundat, och balkonger med smidda räcken. I höjd med halva bottenvåningen kläddes fasade med natursten som avslutas med en vulst. Entréporten är bevarat i ursprungligt skick. Den är av skulpterad ek och glasad. Överljuset utfördes i dekorativ spröjsornamentik.

### Interiör
Vestibulen innanför entrén präglas av svepande jugendlinjer i vit marmor, marmorstuck och marmoreringsmålade väggar med bronserad taklist. Den svängda trappan som leder upp till bottenvåningens entréhall har en mittpelare vilken är formgiven som en våg med en dykande delfin. Den är lekfull gestaltad med en orm i munnen omgiven av blad- och blomsterornamentik. Räcket till övre trappavsatsen är en kraftfull balustrad av vit marmor som bär upp en mässingslykta med slipad kristallglob i jugendstil, även den i ursprungligt skick.
Via en glasad mellandörr når man trapp- och hisshallen. Golven och trappsteg i huvudtrappan är av vit marmor. Trappräcket tillverkades av guldmålat järnsmide med räckesstolpar av dekorerat trä. Trapphusfönstren är välva med glasmålade rutor visande vinranksmotiv. Hissfronten utfördes i dekorativt bronserad smide. Lägenhetsdörrarna är praktfullt målade i guld och olika gröna nyanser med renässansmotiv samt överstycken i form av kartuscher vilka är omgivna i blomstergirlanger i stuck. 
De ursprungliga lägenheterna var mycket stora. Per plan fanns bara en enda lägenhet om åtta rum och kök, därtill kom en jungfrukammare ett serveringsrum, en handkammare, en rymlig hall med öppen spis och ett badrum. Köksavdelningen nåddes via kökstrappan från innergården. Den praktfulla huvudtrappan skulle nyttjas enbart av herrskapet och dess gäster. På bottenvåningen fanns två mindre lägenheter, varav den ena disponerades av portvakten. Totalt hade huset åtta hyresgäster, som framgår av Stockholms adresskalender från 1907.
Sedan dess har flera ombyggnader förändrad husets planlösningar. 1916 inrättades en utställningshall för bilar i källarvåningens södra del. Dit ledde en port och en ramp från Fredrikshovsgatan. Utställningshallen byggdes om till lägenhet 1996. Planändringar på våning fyra trappor utfördes 1917 och 1924. Vindsvåningen inreddes 1936. År 1972 ändrades planlösningar på samtliga våningar och lägenheterna moderniserades med nutida bad och kök. De av Stadsmuseet 1985 besökta lägenheter är ombyggda och moderniserade och bevarar endast ursprungliga fönster- och dörrsnickerier samt släta stuckfält i taken.

### Ägare
Idag ägs fastigheten av bostadsrättsföreningen Stallmästaren 16 som bildades 1980. I huset finns 12 bostadsrättslägenheter med storlekar mellan 32 m² och 230 m². I november 2020 såldes en trea om 77 m² för 11,5 miljoner kronor.

### Nutida bilder

Exteriör
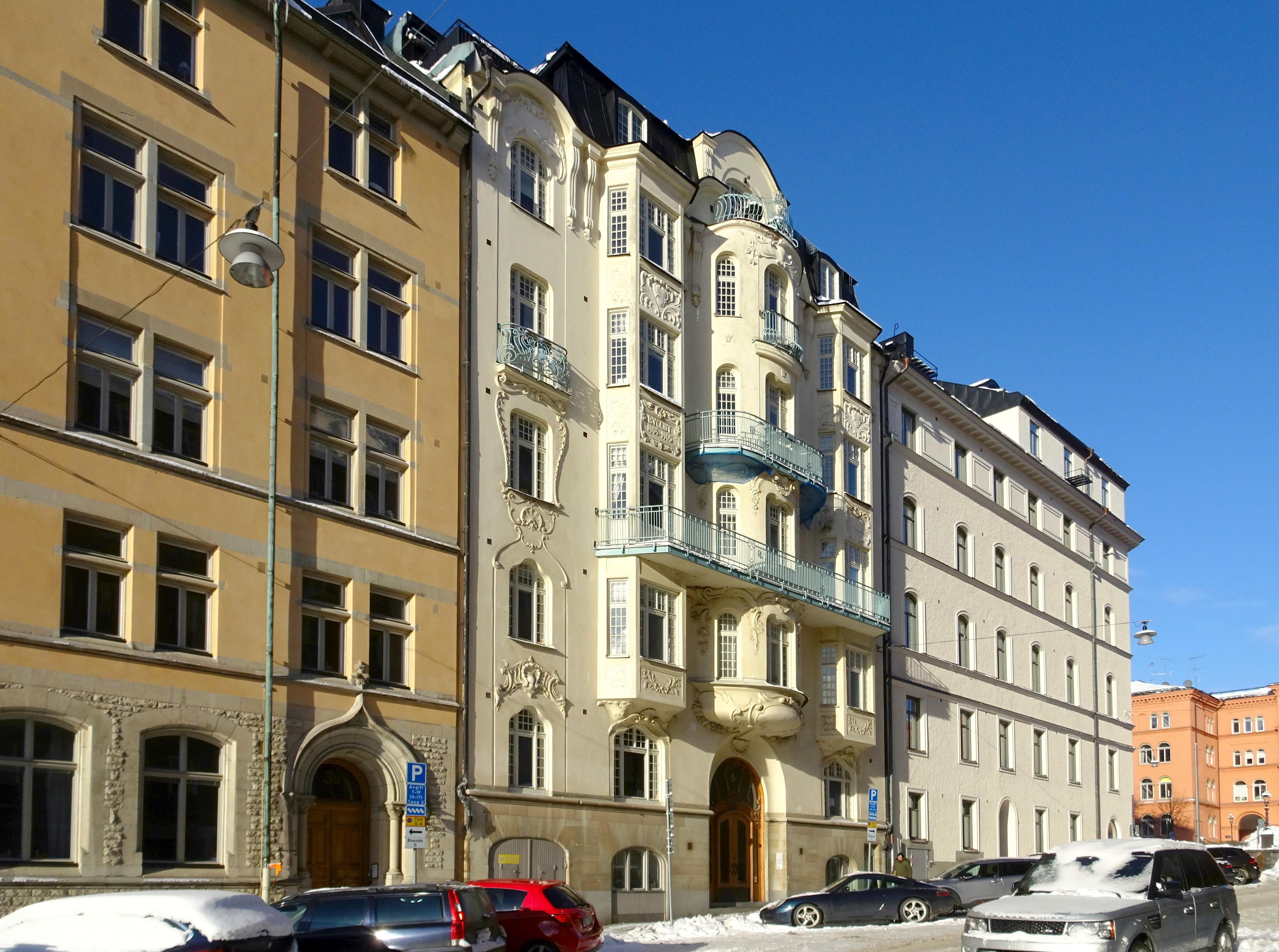
Fredrikshovsgatan 3-7 norrut.
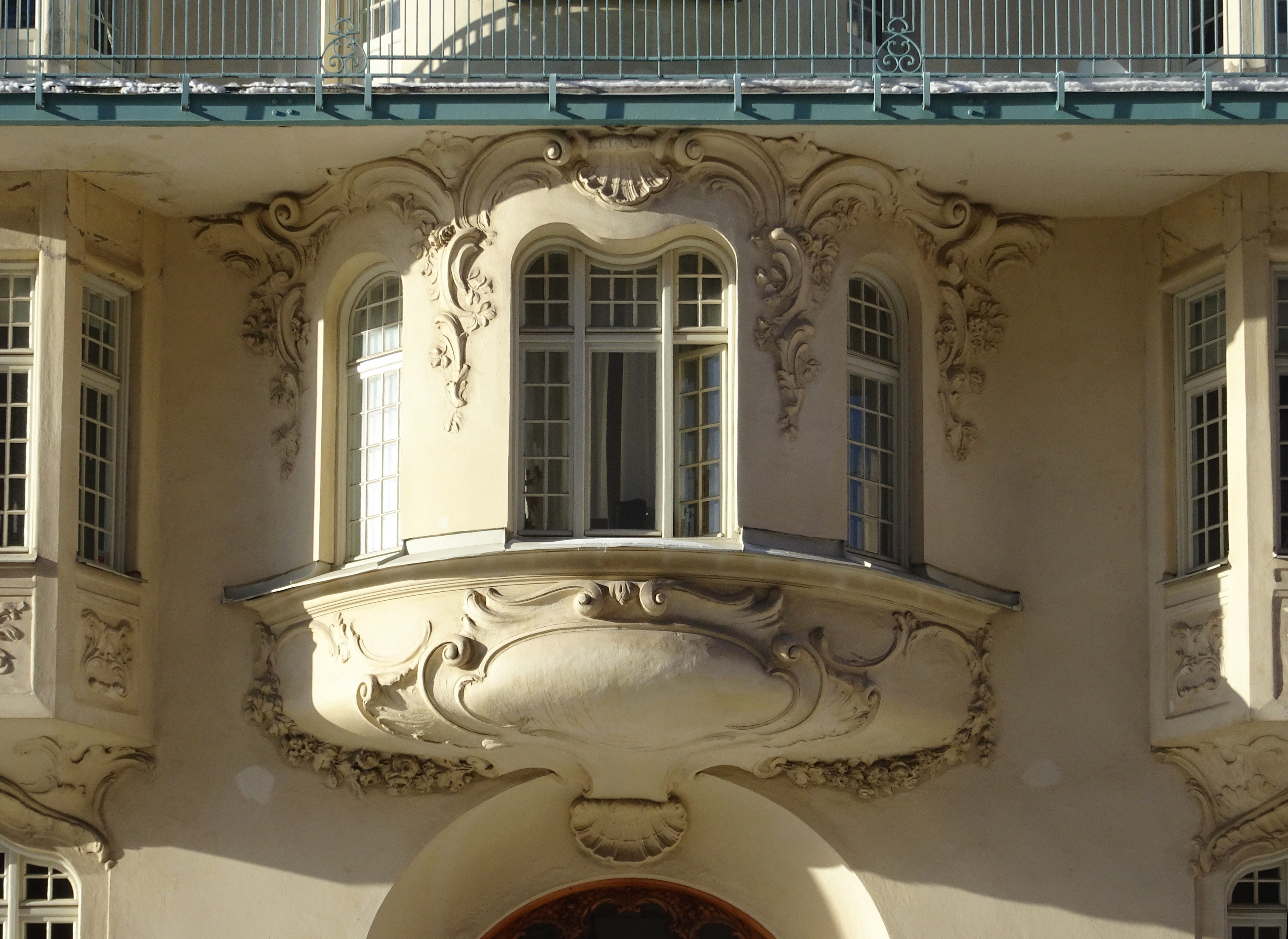
Mittersta burspråket.
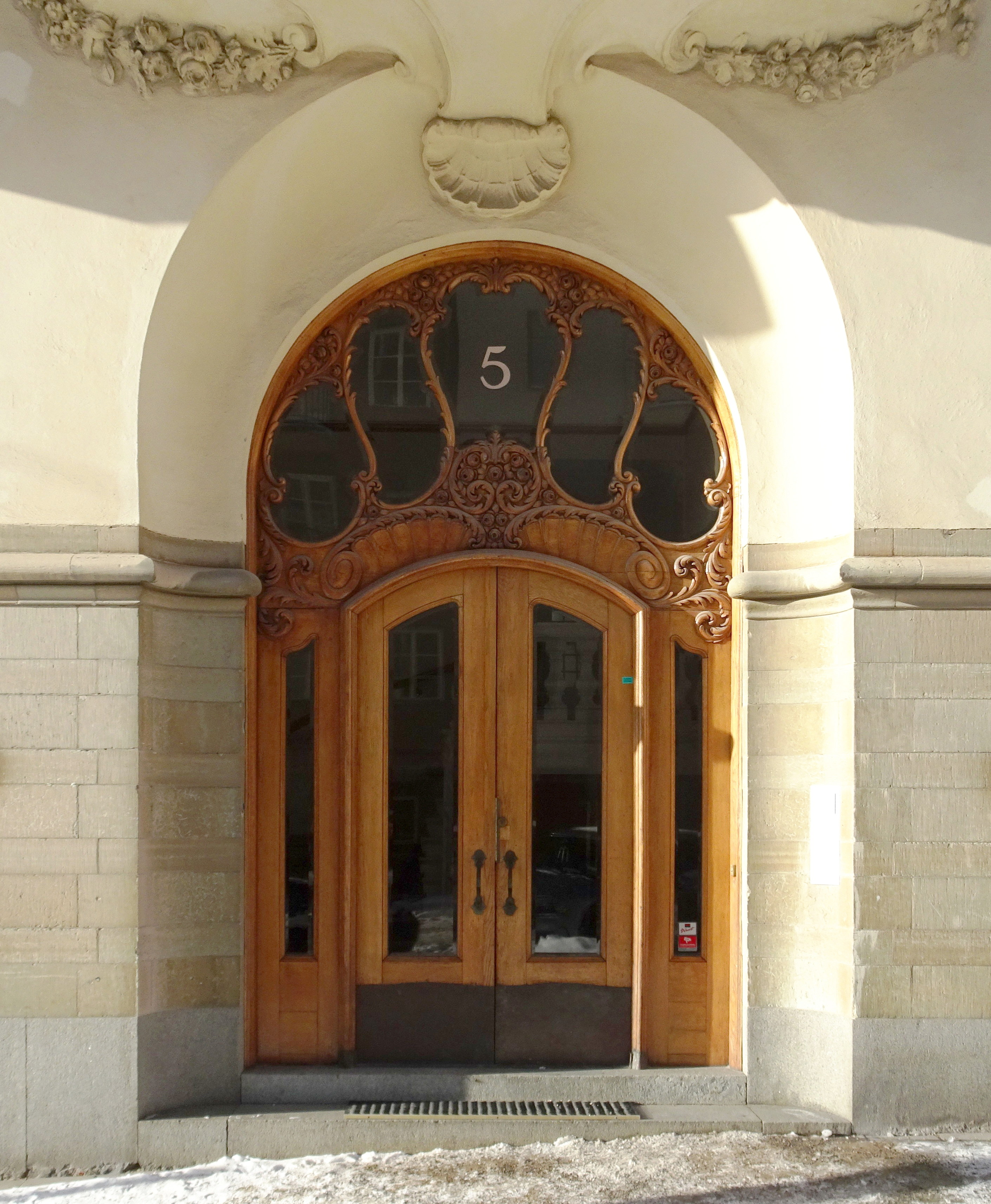
Entréportalen.
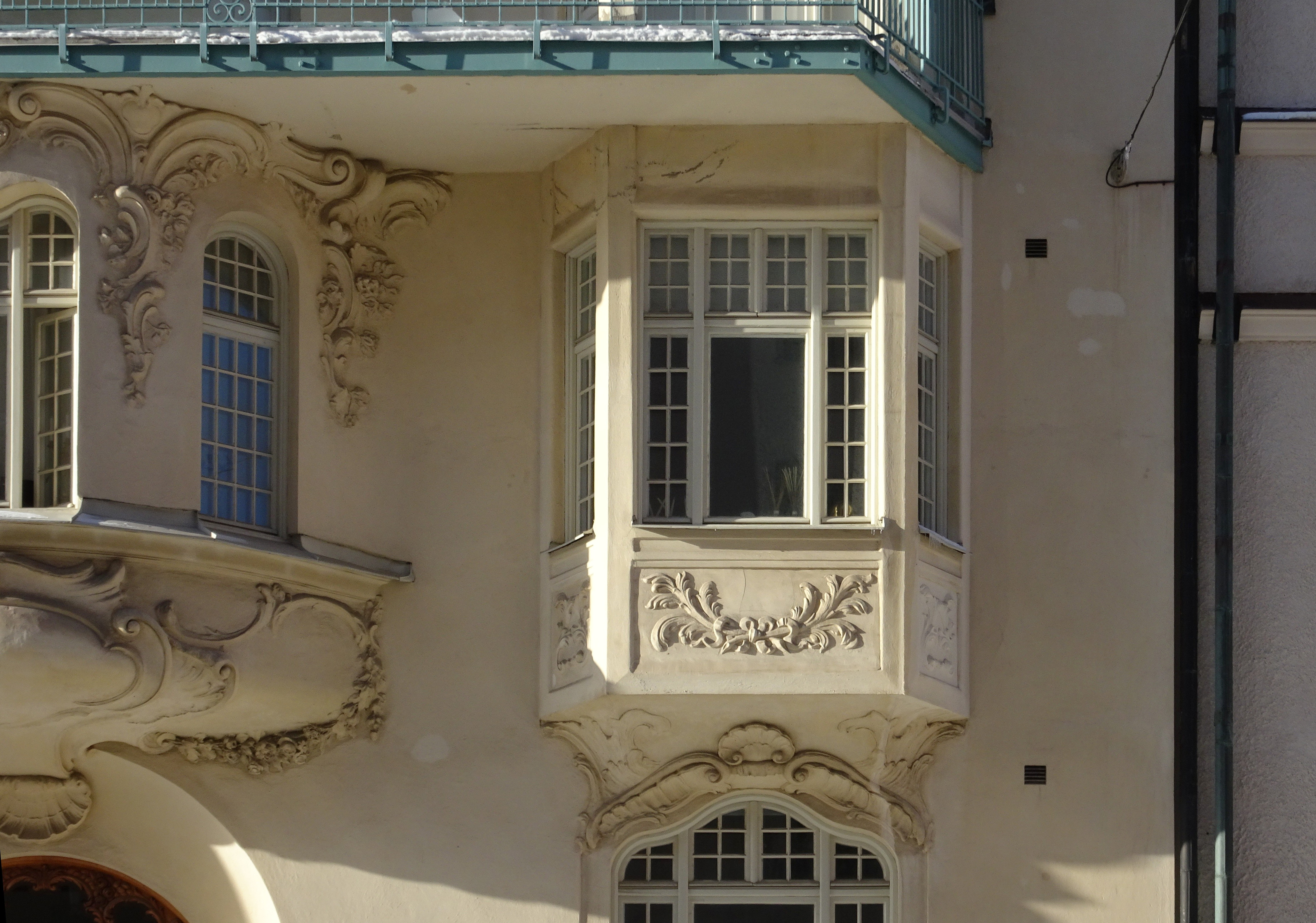
Högra burspråket.
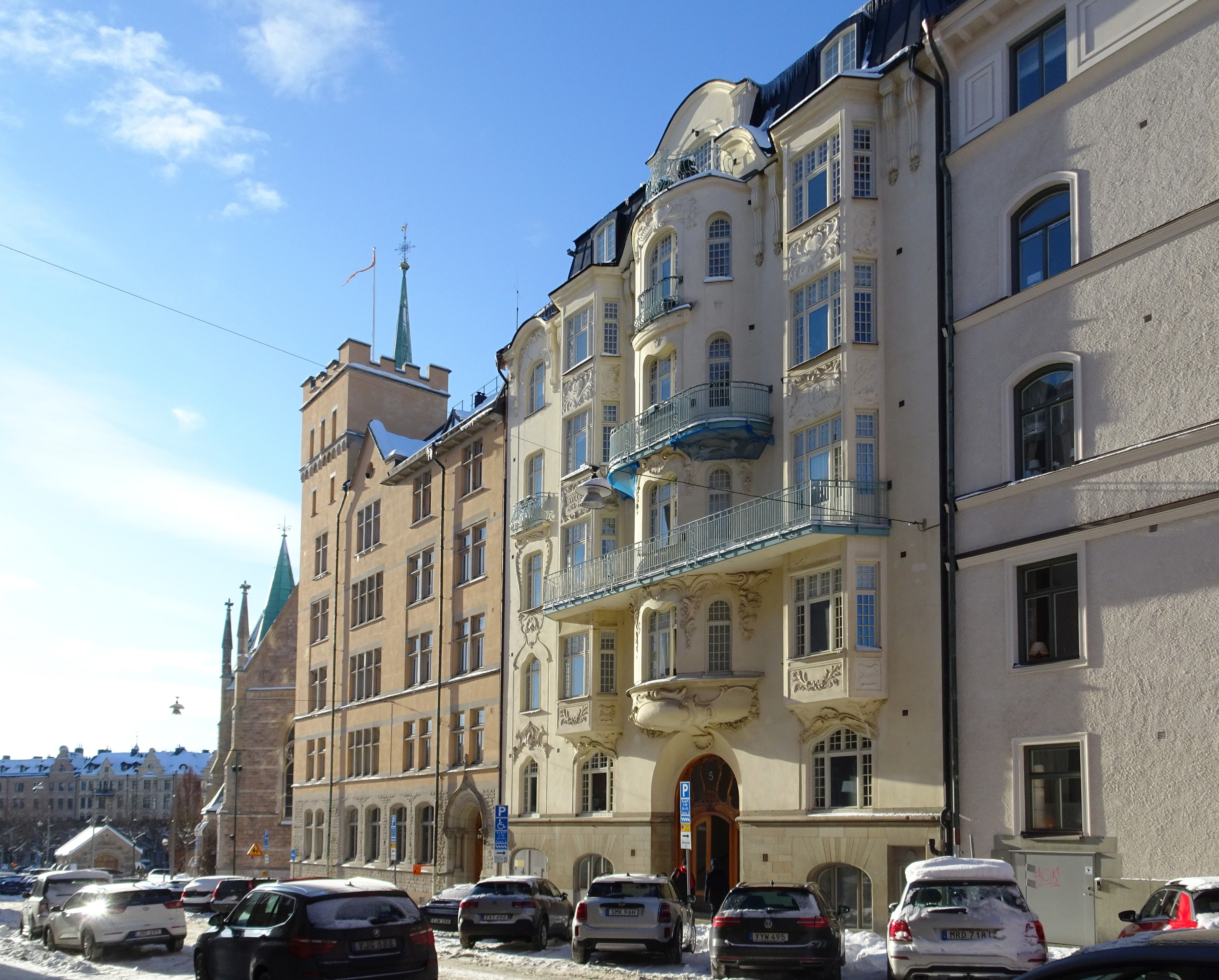
Fredrikshovsgatan 7-3 söderut.

Interiör
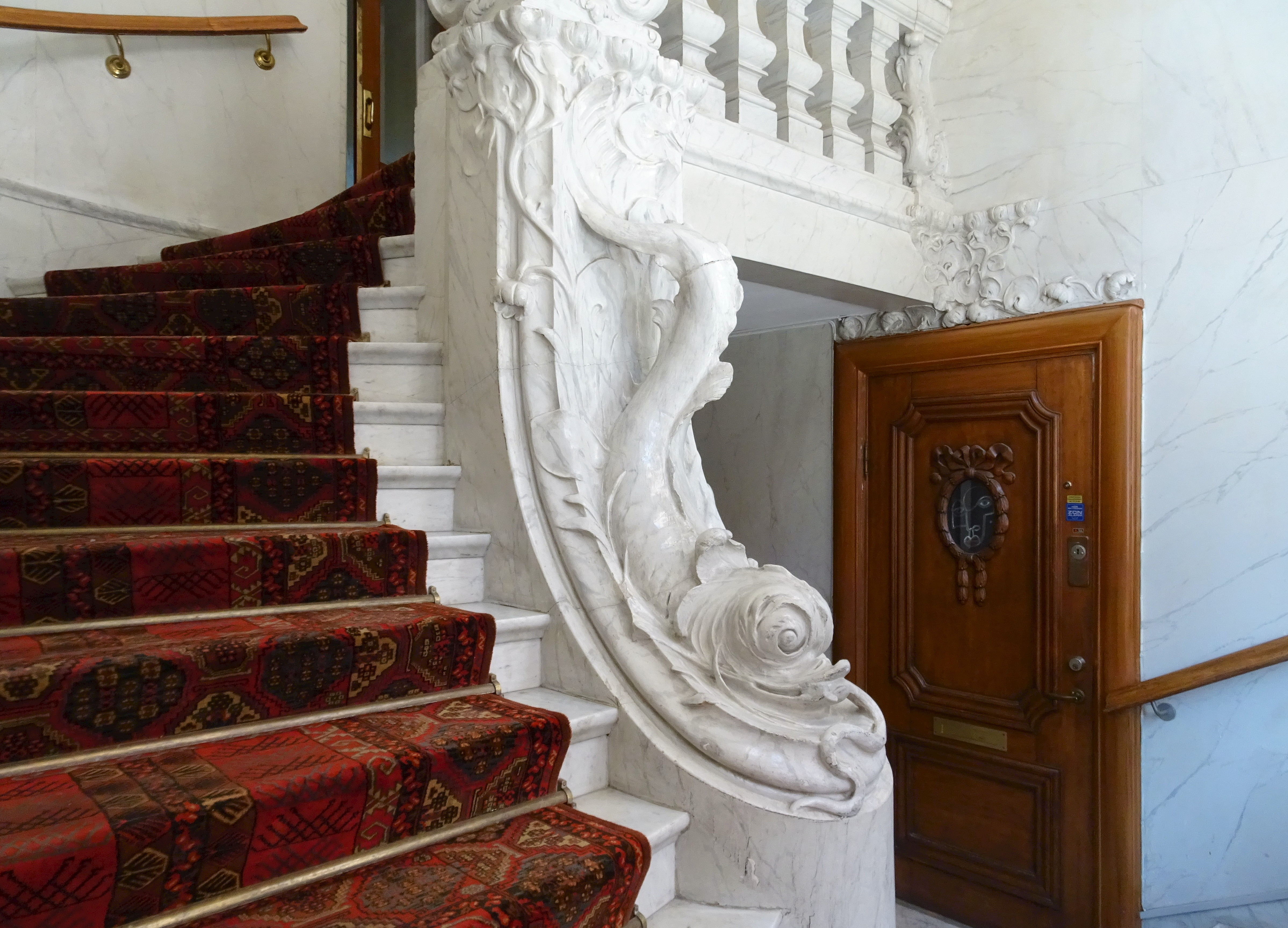
Delfinen i vestibulen.
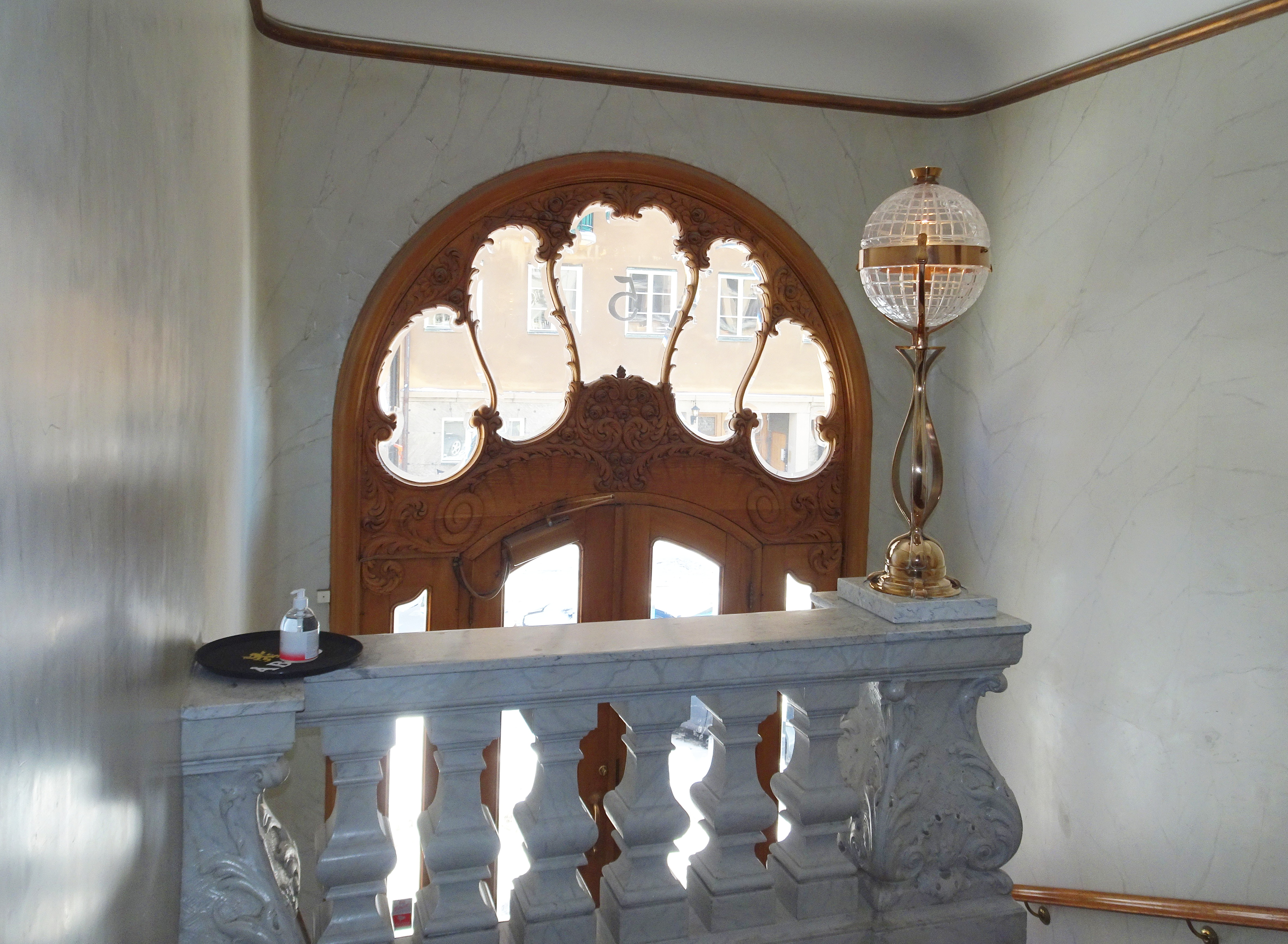
Marmorbalustrad i vestibulen.
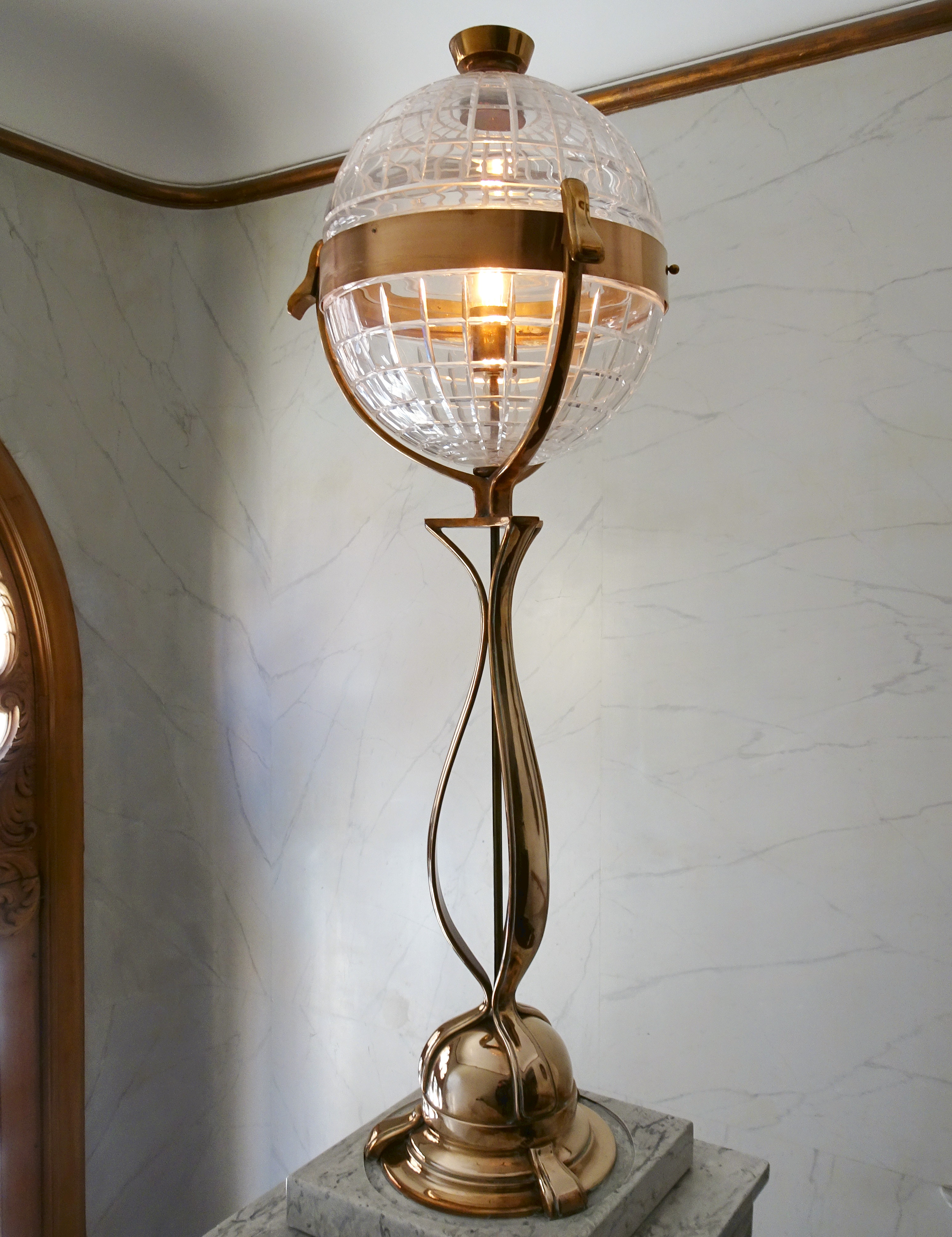
Jugendlyktan.
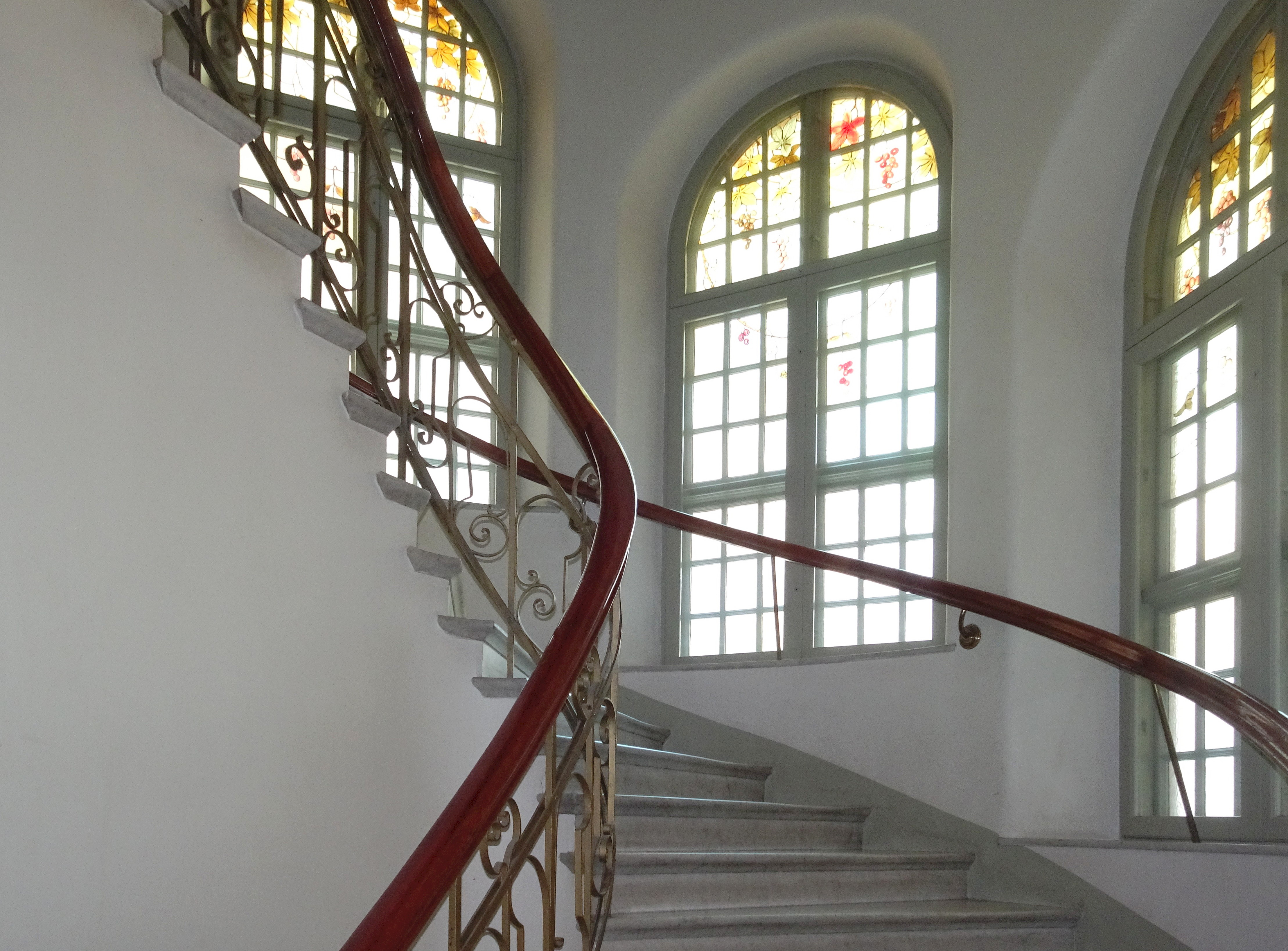
Huvudtrappan.
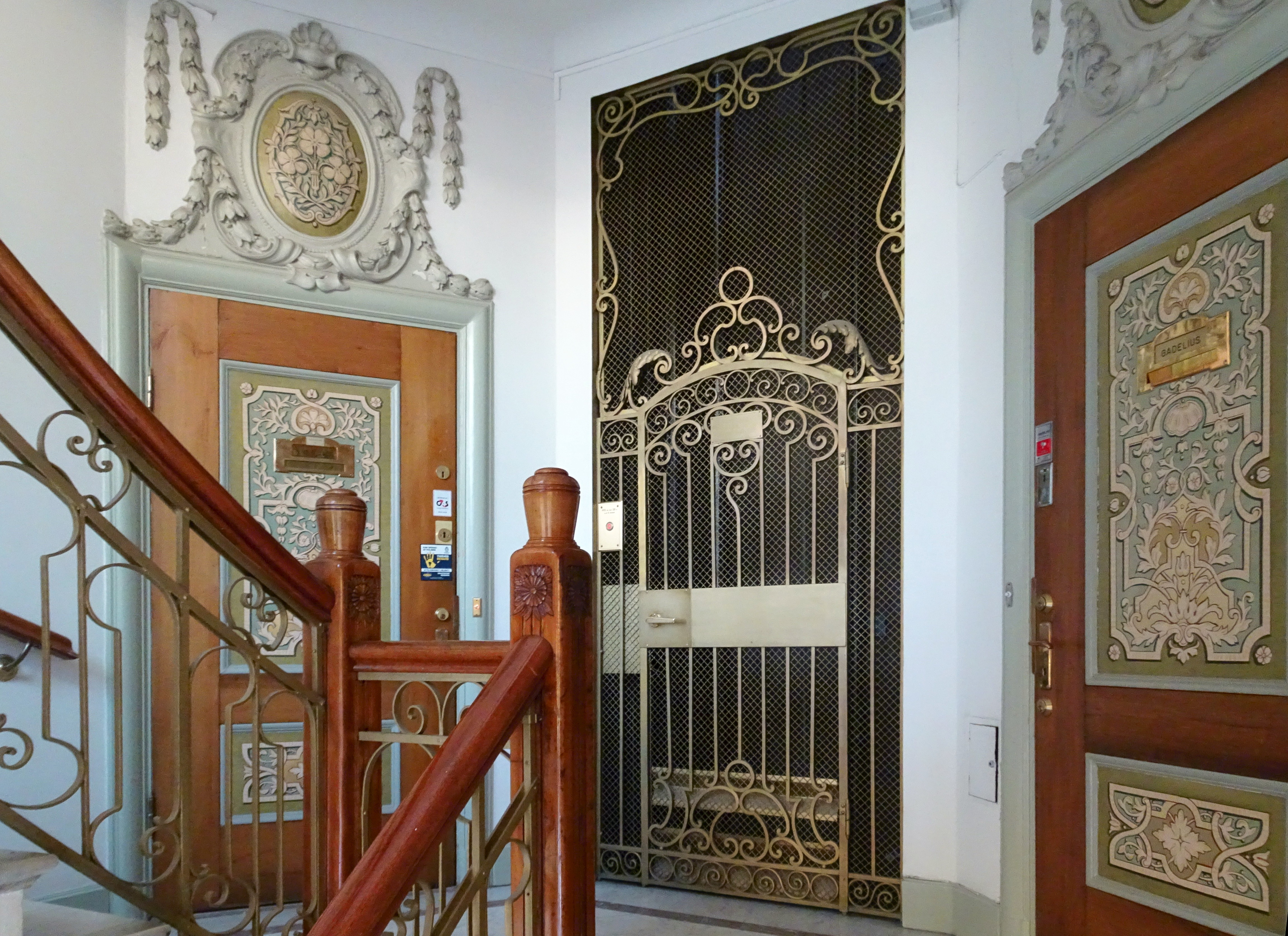
Entréplan.